# Arthur Masson

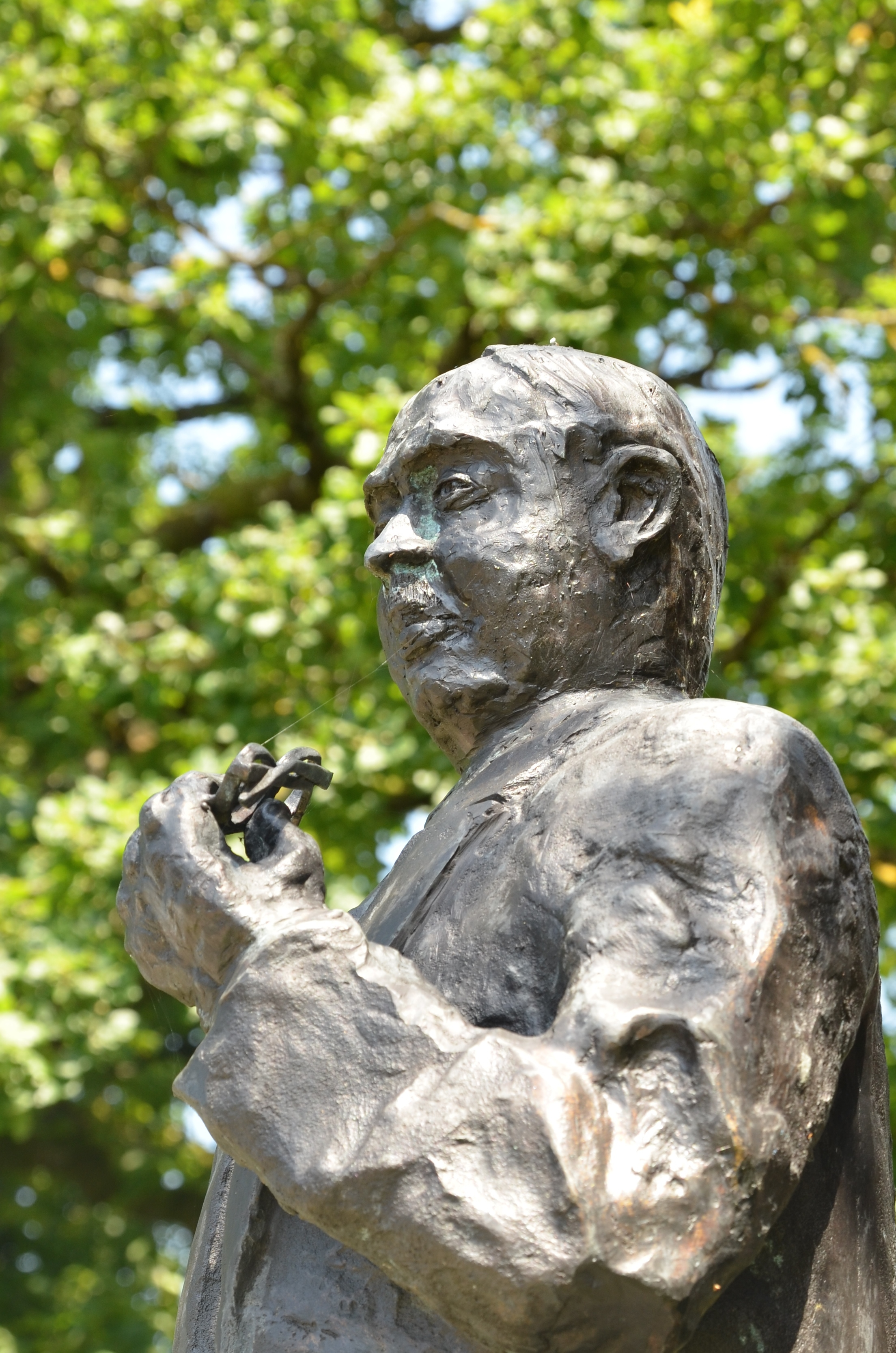
Arthur Masson (Büste in Rièzes, Chimay)

Arthur Masson (* 22. Februar 1896 in Chimay; † 28. Juli 1970 in Namur) war ein belgischer Schriftsteller französischer Sprache.

## Leben und Werk
Arthur Masson wurde in Rièzes (heute Ortsteil von Chimay) geboren. Er wurde Gymnasiallehrer in Nivelles und schrieb von 1937 bis 1970 eine Serie von Heimatromanen, die ihn in Wallonien berühmt machten und ihm den Ruf eines Marcel Pagnol der Ardennen einbrachten. Held war anfänglich Toine Culot, obèse ardennais (etwa: Toni Mumm, der dicke Ardenner), so dass die Reihe als Toinade (nach Robinsonade) bekannt war. Sie erschien in der Librairie Vanderlinden, Brüssel. Ab 1988 wurde sie neuerlich aufgelegt, zuerst bei Duculot, dann im Verlag Racine.
In verschiedenen Orten Walloniens sind Straßen und Plätze nach Masson benannt. In Treignes wurde ihm ein Museum eingerichtet. An seinem Geburtsort steht ein Denkmal. Man hat von einem „Phänomen Masson“ gesprochen.